# Clark Kimberling
Clark Kimberling (* 7. November 1942 in Hinsdale, Illinois, USA) ist ein US-amerikanischer Mathematiker, Musiker und Komponist.
1970 erlangte Kimberling am Illinois Institute of Technology seinen Ph.D. in Mathematik, seitdem ist er Professor für Mathematik an der University of Evansville in Evansville, Indiana, USA.
In seinen Forschungen befasst er sich mit Punkten im Dreieck, Folgen von Ganzzahlen und Mathematiker-Biografien, sowie, als Musiker, mit Hymnologie. Seit 1994 publiziert Kimberling die „Encyclopedia of Triangle Centers“, eine von ihm gepflegte Online-Liste mit derzeit (27. August 2024) mehr als 65.000 Punkten im Dreieck, deren jedem eine sogenannte „Kimberling-Nummer“ zugewiesen wird. Als Musiker und Komponist widmet er sich besonders dem Instrument Blockflöte.